# بيلونا
بيلونا (باللاتينية: Bellona) هي إلهة الحرب الرومانية القديمة عرفت بشكل دائم بارتداء الخوذة الحربية وعادةً ما كان يكون شكل رأسها على مقابض السيوف ومقدمات السفن الحربية والتروس الرومانية. أصبحت بعد ذلك موضع عند فناني عصر النهضة في نحتها ورسمها.